# バーチャル・リアリティ

PlayStation VR（2016年 - ）。ソニーによる初のコンシューマ向けVR装置と対応ソフト（AC7）。下の写真は装着の外見。上の写真は装着した人が感じている世界。装着者は自分が戦闘機を実際に操縦しているようにほぼ感じている。PlayStation VRは視覚だけでなく音響技術でも物の方向を感じさせ、脳に本当に物がそこにあると感じさせる。戦闘機周囲の風景も360度見ることができ、操縦桿を操作すると自分が乗っている戦闘機が実際に反応し旋回・上昇下降・ロールなどしているようにほぼ感じる。

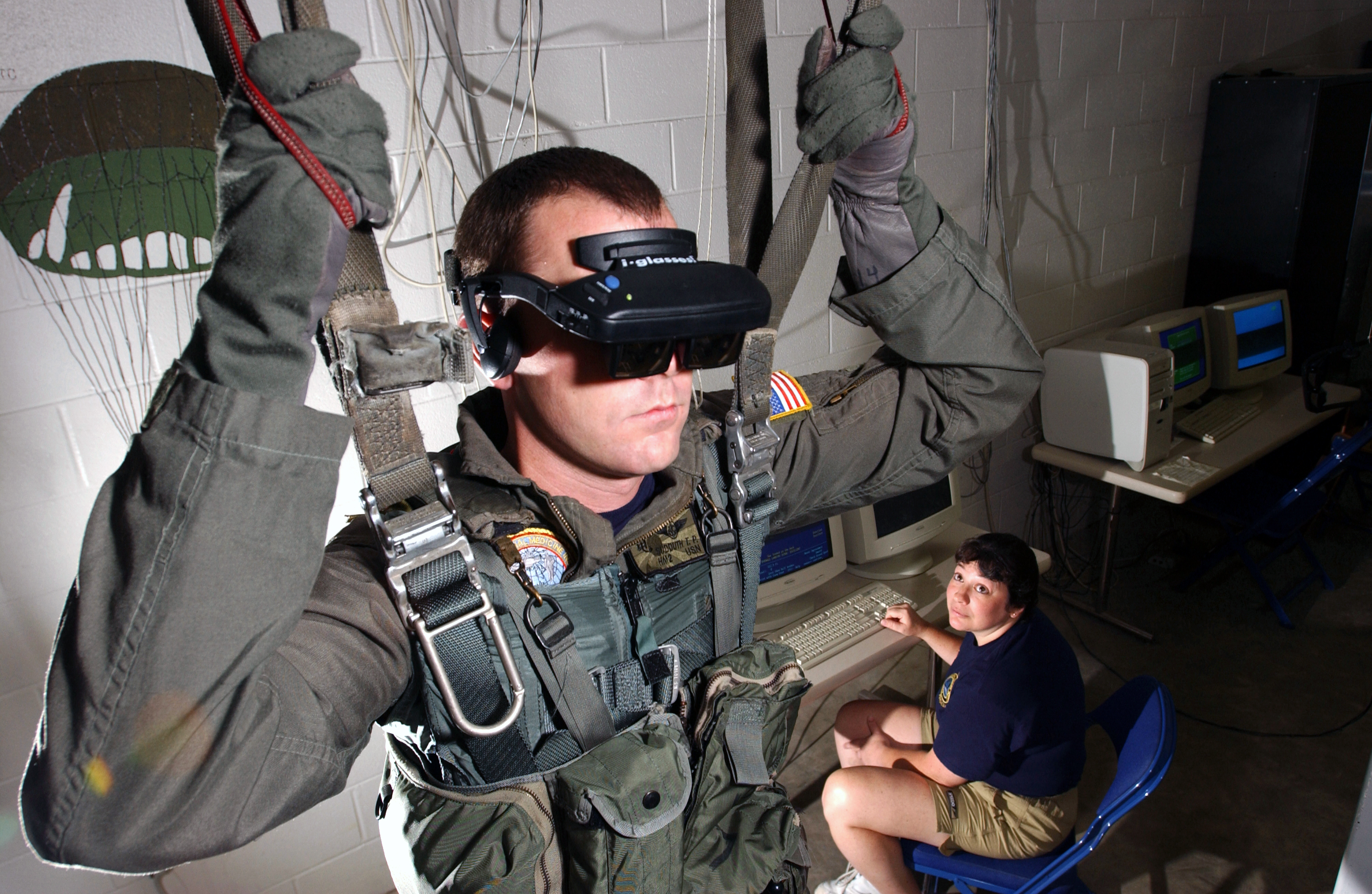
アメリカ海軍で利用されるVRパラシュート訓練機（2006年）

バーチャル・リアリティ（英: virtual reality）とは、コンピューターによって創り出された仮想的な空間などを現実であるかのように疑似体験できる仕組み。略語はVR。日本語では「仮想現実」と訳される（後述）。エクステンデッド・リアリティ（XR）と呼ばれる先端技術の一つである。

## 概要
バーチャル・リアリティは、コンピュータによって作り出された世界である人工環境・サイバースペースを現実として知覚させる技術である。時空を超える環境技術であり、人類の認知を拡張する。コンピューターによって提供される感覚刺激（視覚像や音など）を通じて体験される人工的な環境であり、環境内で起こることを人の行動により部分的に決定することができるもの。
コンピュータグラフィックスなどを利用してユーザに提示するものと、現実の世界を取得し、これをオフラインで記録するか、オンラインでユーザに提示するものとに大別される。後者は、ユーザが遠隔地にいる場合、空間共有が必要となり、テレイグジスタンス、テレプレゼンス、テレイマージョンと呼ばれる。後者は、第5世代移動通信システム（5G）との連携で一層実現しやすくなると期待されている。
ユーザーが直接知覚できる現実世界の対象物に対して、コンピュータがさらに情報を付加・提示するような場合には、拡張現実（Augmented reality）や複合現実（Mixed reality）と呼ばれる。
現実と区別できないほど進化した状態を表す概念として、シミュレーテッド・リアリティ（Simulated reality）やアーティフィシャル・リアリティ（Artificial reality）があるが、これはSFや文学などの中で用いられる用語である。
商用化としては、1990年代初頭の第1次VRブームが、技術的限界から画面表示のポリゴン数や解像度が低く、センサーの精度が低かったため利用者の動きと画面描画のズレが起きて酔いやすく、VR機器の値段も非常に高価で普及に至らず失敗に終わった。その後、2010年代初頭の第2次VRブームが起きてから商用化が進んだ。但し、既存の平面ディスプレイの完全な代替には至らず、エンタメを中心とした限定的な普及に留まっている。

## 歴史

### SF作品におけるコンセプト段階
スタンリイ・G・ワインボウムによる1935年の短編小説『Pygmalion's Spectacles』にゴーグル型のVRシステムが登場する。これは、視覚、嗅覚、触覚の仮想的な体験をホログラフィに記録してゴーグルに投影するというシステムで、バーチャル・リアリティのコンセプトの先駆けとなった。

### 技術開発

VR射撃訓練装置（2014年）

1960年代
1962年に、映像技師のen:Morton HeiligがSensoramaというVR体験装置の試作機を開発した。これは視覚、聴覚、嗅覚、触覚を模擬する機械装置（デジタル・コンピュータ式ではない）であった。これは、コンピュータのGUIが開発され始めたころとほぼ同じ時期のことであった。
1968年に、ユタ大学のアイバン・サザランド によってヘッドマウントディスプレイ（HMD、頭部搭載型ディスプレイ）のThe Sword of Damoclesが開発されたものが最初のウェアラブル型のバーチャル・リアリティ装置であるとされる。
1970年代
1978年に、MITで初期のハイパーメディアおよびVRシステムであるen:Aspen Movie Mapが開発された。これはユーザが、仮想世界の中でコロラド州アスペンの散策を行うことができるというシステムであった。季節は夏か冬を選ぶことができた。初期のバージョンは実際に撮影された写真を張り合わせた世界であったが、3版目からは3Dコンピュータ・モデルによって仮想世界が再現された。
1980年代
1982年に、アタリはVRの研究チームを創設したが2年で解散した。
1989年にジャロン・ラニアーが設立したVPL Researchが発表したVR製品のデータ・グローブ（Data Glove）・アイ・フォン（Eye Phone）・オーディオ・スフィア（Audio Sphere）の紹介から「バーチャル・リアリティ」という言葉が一般的に使われ始めた。
1990年代
1991年にイリノイ大学のElectronic Visualization LaboratoryのThomas DeFantiらによって、ウェアラブル型ではなく部屋の壁の全方位に映像を投影して没入環境を構築するVRシステムが提案された。CAVE（Cave automatic virtual environment、没入型の投影ディスプレイ）が有名である。
1992年7月21日から7月24日にかけて、NHKはNHK衛星第2テレビジョンで放送した『仮想現実遊戯大全―ゲーム・ワールドへの招待』内で、ゲーム業界関係者のインタビューを交えて、開発が進められているVRを使用したゲームや今後のゲーム業界について紹介した。実際にアーケードゲームのVirtuality 2000（1991年）やジョイポリスに設置されたVR-1（1994年）、Sega VR（1994年）や家庭用ゲームのバーチャルボーイ（1995年）、PCゲームのVFX1（1995年）などが開発されたが、当時は表示画素が粗く、トラッキングの精度が不十分でコンピュータの処理能力が限られていたこともあり、本格的な普及には至らなかった。
1994年には、VRデータ用のファイルフォーマットVRMLが開発された。
1997年にはCABINが東京大学インテリジェント・モデリング・ラボラトリーに設置され、2012年まで、15年間にわたり運用された。岐阜県各務原市のVRテクノセンターには6面を大型スクリーンで囲んだCOSMOSが設置された。
1990年代から2000年代初頭にかけて、ヘッドマウントディスプレイ（HMD）は仮想現実の表示デバイスとしては適さないと評価された時期があり、この種の投影型表示装置と液晶シャッタグラスを組み合わせて没入型デジタル環境を実現して仮想現実の研究の発展に貢献した時期があったものの、装置が大がかりで設置するための空間や維持費がかかることもあり、近年では一部を除き、下火になりつつある。
2000年代
2007年にGoogleがグーグルマップに全方位パノラマ撮影されたストリートの風景を体験できるストリートビュー機能を追加した。
アメリカでは軍隊でパラシュートの訓練などにHMDが使われ始めた。
2010年代
2010年にGoogleがグーグルマップに3Dモデルを追加した。
2012年後半に登場したOculus RiftからVRへの投資は加速した。
2016年はValve CorporationのSteamVR規格対応の「HTC Vive」、スマートフォンを装着して使う"モバイルVR"であるGear VRに対応した『Minecraft』が発売された（簡易のGoogle Cardboardや一体型のオールインワンVRもある）。さらにPlayStation 4と接続するHMDデバイス「PlayStation VR」の登場もあり、VR元年といわれている。
2017年には、世界三大映画祭の一つであるヴェネチア国際映画祭で世界に先駆けて『VR部門』を設立。日本のVR映像作品としてはアニメーション制作会社のプロダクション・アイジーが手がけたVR映像作品『攻殻機動隊 新劇場版 Virtual Reality Diver』が初の正式招待。
2019年に日本ではNTTメディアサプライが、音楽ライブを高画質・マルチアングル・立体音響で体感できるスマートフォンアプリ「REALIVE360」を開発し、ももいろクローバーZをはじめとするアーティストのライブがコンテンツ提供されている。
2020年代
ビッグ・テックによる投資が拡大する。Meta Platforms（Facebook）によるMeta Questシリーズや、Apple Vision Pro（2024年）が発売され、特にApple Vision ProはMITブレークスルー世界技術ランキングで3位を獲得した。

## 特性
現代のバーチャル・リアリティは、3次元の空間性、実時間の相互作用性、自己投射性の三要素を伴う（Presence/Interaction/Autonomy）。
視覚、聴覚、味覚、嗅覚、前庭感覚、体性感覚など、多様なインタフェース（マルチモーダル・インタフェース）を利用する。
VRゲームの分野では、VR酔い対策のガイドラインがある。
現時点で実用化できるのは視覚と聴覚のみであり、操作はコントローラで行うことになる。肉体で操作することもできるが本質的には変わっていない。
フィクション作品のように意識も肉体も完全にその世界に入り込むことは実現のめどが立っていない。また、現実世界よりも体感時間を遅らせる理論も提唱されていない（光速に近い速度で移動すると時間の流れが早くなるが、必要なのはその逆である）。

## 基礎となる技術と応用
バーチャル・リアリティの技術を構成する要素には、コンピュータ科学、ロボティクス、通信、計測工学と制御工学、芸術や認知科学などが含まれる。また、その応用は、科学技術における情報の可視化（en:Scientific visualization）、ソフトウェアの構築、セキュリティ、訓練、医療、芸術などと幅広い。たとえば、VRに関するIEEEやACMの国際会議などでは次のようなセッションが準備されている。
- 情報の取得と提示のシステム
- 分散処理システム・インテリジェントシステム
- 人物や物体のトラッキング
- ヒトの知覚
- インタラクションと共同作業
- シミュレータ
- 拡張現実、複合現実
- ナビゲーション

- CSCW（en:Computer supported cooperative work）
- CHI/HCI（en:Human-computer interaction）

## VRデバイス
PC
- Oculus Rift/Oculus Touch（Oculus VR, Inc.、2016年）
- HTC Vive（Valve Corporation・HTC、2016年）
- Virtuix Omni（Virtuix、2016年）
- Valve Index（Valve Corporation、2019年)

PlayStation
- PlayStation VR（SIE、2016年。PlayStation 4およびPlayStation 5用。）
- PlayStation VR2（2023年2月22日発売。PlayStation 5用）

Nintendo Switch
- Nintendo Labo Toy-Con 04:VR Kit（任天堂、2019年）

モバイル
- ハコスコ（ハコスコ社、2014年）
- Google Cardboard/Google Daydream（Google、2014年、2016年）
- Gear VR（サムスン電子、2015年）
- HOMiDO（HOMiDO JAPAN、2014年）
- Oculus Go（Oculus VR, Inc.）
- Oculus Quest（Oculus VR, Inc.、2019年）

MR（Mixed Reality、複合現実）
- Microsoft HoloLens（マイクロソフト）
- Meta Quest 3（Meta）
- Apple Vision Pro（Apple）

## VRのさまざまな利用
バーチャル・リアリティは、英語教育、コンピューターゲーム、エレクトロニック・スポーツ（eスポーツ）、メタバースなどに利用されている。
VRの映像を通して行われるeスポーツでは、Space JunkiesやHADO Xballなどのシューティングゲーム(STG)や球技に似たゲームが有名であり、大会も開かれている。現在では、Virtuix社のVirtuix Omniなど装置の上で走ることができるVR機器も開発されている。
バーチャル・リアリティは新型コロナウイルスの影響で試合の観戦に人が集められない状況の中で仮想空間を通して試合を観戦する手段として活用された。2020年8月にCyberZ社が開催したRAGE ASIA2020というeスポーツの大会で、VR技術を活用し、eスポーツ観戦やイベント体験ができる日本初のバーチャル空間「V-RAGE（ブイレイジ）」が発表された。第5世代移動通信システム（en:5G）回線の普及により通信環境が整備されることでサービスの快適化が進められている。

## VRの医療面における活用
VR技術は医療面における活用の研究も始まっており、日本IBMと順天堂大学は、医療分野における仮想空間の研究を行っている。これは、患者が来院前に前もって入院、治療を体験するもので、従来の口頭による複雑な治療の説明をより分かりやすくし、患者の治療に対する理解を深めることを目的としている。類似の取り組みは海外にもあり、マレーシアの病院グループであるIHHヘルスケアとインドネシアのシロアム・インターナショナル・ホスピタルズが、移動制限のある患者らのための遠隔診療の一環としてVRを用いた研究も行なっている。
また、VRによる暴露療法を用いた不安障害やうつ病の改善を目的とした研究も存在する。 患者への負担や時間面、費用面などの課題がある暴露療法だが、実際に状況を用意するのではなくVRを使用することでこれらを大幅に抑えることが出来る上、画面を眺めるよりも没入感があるためより現実味のある状況再現が可能となり、治療効果が高まるとされている。

## VRの課題
子供の視神経への配慮
10歳未満の子供がVRデバイスを利用して斜視になった症例が、過去に一件だけ報告されている。幼少期は目の筋肉や視力が発達途中で、大人よりも悪影響を及ぼしやすいとされる。ちなみに立体細胞は6歳までに形成され、瞳孔間距離については10歳ごろまでに発達するため、VRデバイスの業界標準では「対象年齢13歳以上」などと表示するなど保守的な設定となりつつある。

VR酔いとその軽減

人により程度が大きく異なるが、VRを使って平気な人がいる一方でVRの映像によって「VR酔い」を起こし頭痛や吐き気を催す人がそれなりの割合いる。PlayStation VRでは健康のための注意として映像上の光の表現（光の刺激）によって痙攣や意識障害などの発作が起きることがあるとしており、頭痛、めまい、吐き気など体に不快感を感じたときはすぐに使用を中止して、治らない場合は医師に診察を受けることなどを注意をしている。VR酔いはなぜ起こるのか完全な解明はされてはいないが、視覚系と前庭系の間でミスマッチが生じることではないかとされている。 開発側でもこれらの問題が認識されており、不快感を軽減するため視点の移動速度やゲーム内の重力を調整するなどの対策が行われている。

普及速度の遅さ、その理由、メーカーへの負荷
2016年はVR元年といわれ、VRがブームになるだろうと期待されていたのだが、VR元年から1年がたった2017年に蓋を開けてみるとVRヘッドセットの売り上げは伸び悩んでいた。毎年のようにブレイク寸前といわれるも、実態が伴わない状況が続いた。デジタルマーケティング調査会社のスライブ・アナリティクスが2017年3月に「VRヘッドセットの購入を考えていない」と話すインターネット利用者を対象にその理由を聞くと「値段が高くコンテンツが少ない」「乗り物酔いになりそう」などの回答があった。中でも一番多い回答が「単純に興味がない」で53％だった。
VRのようなデバイスは任天堂バーチャルボーイ、マイクロソフトKinect、立体テレビ放送と商業的に失敗したものが多い。中国ではVRスタートアップの9割が倒産したと中国のメディアが報じている。グーグルはスマホVRで勝負に出たが撤退した。
市場調査会社のIDCのデータでは、VR/ARヘッドセット市場は2022年初頭から23年にかけて54％減少。メタのヘッドセットを購入した消費者の半数以上が、6カ月以内に使用を中止したと報告されている。

## VRを取り扱った作品
映画
- 『13F』
- 『GHOST IN THE SHELL / 攻殻機動隊』
- 『アヴァロン』
- 『スタートレック』のホロデッキ
- 『スパイキッズ3-D:ゲームオーバー』
- 『トータル・リコール』
- 『バーチャル・ウォーズ』
- 『バーチュオシティ』
- 『フリー・ガイ』
- 『マトリックス』シリーズ
- 『名探偵コナン ベイカー街の亡霊』
- 『20世紀少年 (映画)』
- 『レディ・プレイヤー1』
- 『スペース・プレイヤーズ』

小説
- ウィリアム・ギブソン『ニューロマンサー』『クローム襲撃』『モナリザ・オーヴァードライブ』
- 岡嶋二人『クラインの壺』
- 高畑京一郎『クリス・クロス 混沌の魔王』
- 森博嗣『すべてがFになる』　『有限と微小のパン』
- 山田悠介 『Aコース』『Fコース』
- 川原礫 『アクセル・ワールド』『ソードアート・オンライン』
- 時雨沢恵一 『ソードアート・オンライン オルタナティブ ガンゲイル・オンライン』
- アーネスト・クライン『ゲームウォーズ』
- 劉慈欣 『三体』
- 硬梨菜『シャングリラ・フロンティア〜クソゲーハンター、神ゲーに挑まんとす〜』

漫画
- 寺沢武一『コブラ』（物語冒頭、ジョンソン（コブラ）は、退屈しのぎにT.M.株式会社のアミューズメントを体験する）
- 花沢健吾『ルサンチマン』
- 筒井哲也『リセット』
- 佐倉ケンイチ『ドラゴンドライブ』
- 青樹佑夜/綾峰欄人『GetBackers-奪還屋-』（エピソード「IL奪還作戦」以降、「バーチャルリアリティ」や「仮想現実」の言葉が頻繁に出てくる）
- CLAMP『ツバサ-RESERVoir CHRoNiCLE-』（桜都国編）
- 冨樫義博『HUNTER×HUNTER』（グリードアイランド編）
- 浦沢直樹『20世紀少年』『21世紀少年』
- 小野敏洋『バーコードファイター』（題材となるゲームの対決はVRを利用した施設で行われる）

ドラマ
- バーチャルガール
- Sh15uya
- 未来日記-ANOTHER:WORLD-
- 仮面ライダーエグゼイド

アニメ
- ガンダムビルドダイバーズ
- 救命戦士ナノセイバー
- ゼーガペイン
- ソードアートオンライン

ゲーム
- .hack//シリーズ
- 武装神姫 BATTLE MASTERS 神姫ライドシステム
- Fate/EXTRAシリーズ
- メタルギアソリッド2
- 龍騎兵団ダンザルブ

戯曲
- 鴻上尚史『朝日のような夕日をつれて』（玩具会社で開発中の新製品としてバーチャル・リアリティが登場。設定上では、1991年上演でEyephones、2014年上演でOculus Riftがそれぞれ使用されている）

## バーチャル・リアリティという言葉について

### バーチャル・リアリティ
バーチャル・リアリティ/virtual realityは、もともとシュルレアリスムの詩人アントナン・アルトーが造語した芸術用語であった。現在のような意味では「バーチャル・リアリティの父」と呼ばれるジャロン・ラニアーらが普及させた。
「バーチャル・リアリティ」は、たとえば、人間が行けない場所でのロボット操作などの応用や、コンピュータ上の作り出す仮想の空間を現実であるかのように知覚させることなどに使用される。現実の光景にさまざまなデジタル情報を重ね合わせて表示する技術の拡張現実（Augmented Reality）とは異なる。
1990年代はじめまで「人工現実感/artificial reality」という言葉があったが、「仮想現実/virtual reality」に押されて衰退した。

### 仮想現実

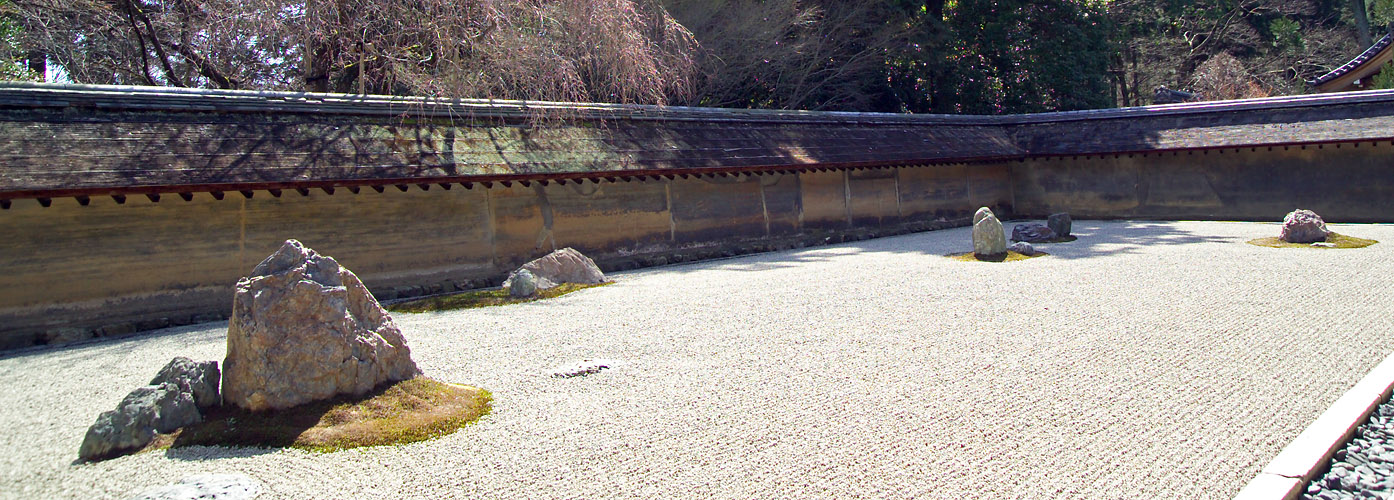
バーチャルな自然である枯山水は仮山水とも書く

英語の "virtual" は本来「厳密には異なるがほとんど同様の」という意味であり、「バーチャル・リアリティ」はその一例である。一方自然科学分野の文脈においては「物理的には存在しないもののそのようにみえる」という意味で用いられ、電子工学用語の仮想接地という用語の英文は「Virtual ground」と呼ばれている。実際に接地されているわけではないが、理屈上接地しているという概念である）。
「仮想」という言葉は、本来は「仮に想定すること」を意味するが（仮想敵/imaginary enemyなど）、コンピュータ関連の文脈においては、上記のような意味における "virtual" の訳語として用いられている（仮想ドライブ/virtual drive など）。よって"virtual reality" は「仮想現実」と訳される。
明治時代の日本では「強キ」「能アル」「ハタラキアル」などと訳されたが、物理学の学術用語として「虚」「假（仮の旧字体）」があてられ、虚像/virtual imageなどの言葉も生まれている。少なくとも1928年には『物理学用語新辞典』において「假想」の訳後が存在しており、その後定着したものとみられ、1972年に日本IBMがvirtual storageを「仮想記憶装置」と訳した際には、特に異論は出なかった。
しかし現在使われている「仮想」は原義よりも虚な感じがあり、誤解を与えかねない訳語であるとして別の訳語をあてるべきとの意見が1990年代半ば頃からある。東京大学大学院教授（当時）の舘暲は、2005年の日本バーチャル・リアリティ学会第10回大会において、バーチャル・リアリティの訳語として、「現実」という語を提案した。はこのために提案された国字で、立心偏に實（実の旧字体）と書き、「ジツ」または「ばーちゃる」と読む。
その他の言語では、virtual realityに対し、簡体字では虚拟现实（虚擬現実）、繁体字では虛擬實境（虚擬実境）をあてている。

## 他
バーチャル・リアリティに関する感想
ASCII社の高橋幸治は2016年に「よくよく考えてみると、これまでのテクノロジーとメディアの歴史というのは、人間が <<ここ>> ではない場所の情報や <<いま>> ではない時代の情報を、なんとかして時空を超えて現前させようとする、まさに仮想現実を追い求めてきた結果。VR元年は実は人間の歴史とともに始まったと言えるような気もする 」と感想を述べた。